# Evropský saňový pes
Evropský saňový pes pochází původně z Norska, kde se poprvé zúčastnil psích závodů. Evropští saňoví psi se původně využívali k tahání běžkařů (skijöring), pro pulkaře (k tahání malých nákladních sáněk – pulek, tažených psem a člověkem na lyžích).

## Historie
Evropský saňový pes byl vyšlechtěn z německého krátkosrstého ohaře, pointera a greyhounda. Postupem času byli přikříženi i aljašský malamut a sibiřský husky. Díky pointerům mají evropští saňoví psi vynikající čich a mírnou povahu, po malamutovi mají sílu a po greyhoundovi rychlost. Za evropské saňové psy se považují psi, kteří mají v sobě alespoň 75 % genetické informace z krátkosrstého ohaře nebo pointera. 
S rozmachem psích sportů, konkrétně mushingu, dostává evropský saňový pes více a více pozornosti. V České republice existuje už velmi početný chov, který postupně roste.

## Popis
Evropští saňoví psi dorůstají do výšky u samců cca 65–78 cm, u fen okolo 60–75 cm. Váha se pohybuje mezi 20 až 38 kg. Průměrná délka života je kolem 12–14 let. Hlava má širokou mozkovnu a zužující se čenich. Oči mají různé tmavé odstíny hnědé barvy. Uši mají tvar písmene V se zakulacenou špičkou a s typickým svěšením. Stavba těla je vyrovnaná, ušlechtilá, vysvalená a má vytrvalostní potenciál. Končetiny jsou dlouhé, rovné a dobře osvalené. Ocas je vysoko posazen, je dlouhý a zužující se do špičky. Srst má krátkou a hustou, která může být jak tvrdší, tak i jemnější. Zbarvení je různé – černé, hnědé, žluté, béžové, hnědý bělouš světlý a tmavý, černý bělouš. V bílé variantě se vyskytuje vzácně. Vždy velmi záleží na konkrétní linii, ze které daný jedinec je. Evropští saňoví psi se tak mohou lišit nejen zbarvením, ale také i povahou.